# 大島町立つばき小学校
大島町立つばき小学校（おおしまちょうりつ つばきしょうがっこう）は、東京都大島町（伊豆大島）にある公立小学校。

## 概要
- 本校は、元町小学校と野増小学校が統合され、開校した学校である。

## 沿革
- 2005年（平成17年）
  - 4月1日 - 元町小学校と野増小学校が統合され、つばき小学校開校。
  - 4月7日 - 最初の入学式挙行。第一期生は、163名（7学級）。
  - 6月17日 - 開校式典挙行。6月20日を開校記念日と定める。
  - 8月2日 - パソコンルーム設備工事完了。
  - 11月20日 - メモリアルルーム完成。
- 2006年（平成18年）3月1日 - 校章と校歌を制定。
- 2007年（平成19年）3月5日 - プール改修工事完了。
- 2008年（平成20年）8月31日 - 給食配膳室改修と水道新配管工事完了。
- 2010年（平成22年）9月20日 - 三原学級改修工事完了。
- 2011年（平成23年）3月6日 - 耐震補強工事完了。
- 2013年（平成25年）
  - 8月31日 - 普通教室空調設備改修工事完了。
  - 10月16日 - 台風26号による土砂災害により、10月28日まで臨時休校の措置を採った
- 2014年（平成26年）
  - 5月7日 - 校庭100mコース改修工事完了。
  - 9月10日 - 特別教室等空調設備改修工事完了。
- 2015年（平成27年）
  - 3月31日 - 貯水槽新設工事完了。
  - 6月21日 - 開校10周年記念式典挙行。
- 2018年（平成30年）4月1日 - 特別支援教室「にじ教室」開設。
- 2021年（令和3年）4月1日 - 特別支援教室、巡回指導開始。

## 教育目標
- 自分で考え行動する子
- 明るく思いやりのある子
- 元気でがんばる子

## 通学区域と進学先中学校
出典

### 通学区域
- 元町（1丁目～4丁目・字神達・字二千坪山・字家の上・字神田屋敷・字橋の沢・字和泉・字黒まま・字馬の背・字大金砂・字小清水・字丸塚・字大津・字五輪・字水溜・字大昇・字下高洞道上・字みたき堂・字大洞・字新込・字八重の水・字オンダシ・字神明・字吉谷・字金砂・字ではらい・字金つぼ・字仲野）
- 野増（字間伏を除く）

### 進学先中学校
- 大島町立第一中学校 - 学区も同一

## 周辺
- 大島合同庁舎
- 東京家庭裁判所伊豆大島支部
- 学校給食センター
- 大島医療センター
- 大島町役場
- 大島郵便局
- 東京都道208号大島循環線

## アクセス
- 大島バス大島公園ライン「町役場前」バス停下車後、徒歩約560m・約10分。
- 大島空港から、
  - 車で約4.8km・約9分。
  - 上述の路線バスで9分、「町役場前」バス停下車後、徒歩。
- 元町港から、
  - 950m・徒歩で約12分、車で約1分。
  - 上述の路線バスで1分、「町役場前」バス停下車後、徒歩。
- 岡田港から、
  - 車で約7.1km・約14分。
  - 上述の路線バスで20分[3]、「町役場前」バス停下車後、徒歩。
- 大島町役場から、約570m・徒歩約10分、車で約1分。